# Justine Henin
Justine Henin (Lieja, Valònia, Bèlgica, 1 de juny de 1982) és una jugadora de tennis professional retirada que va ostentar el número 1 del rànquing mundial de la WTA durant 117 setmanes. Va ser una de les millors tennistes de la seva generació i va destacar per ser una de les poques tennistes que utilitzava el revés a una mà.
En el seu palmarès consten 43 títols individuals entre els quals en destaquen set títols de Grand Slam (quatre Roland Garros, dos US Open i un Open d'Austràlia) i també una medalla d'or olímpica als Jocs Olímpics d'Atenes 2004 en la modalitat individual. També va guanyar dos títols en la modalitat de dobles femenins. Junt a la seva compatriota Kim Clijsters va liderar l'equip belga en la Fed Cup en multitud d'ocasions i van aconseguir el primer títol del seu país l'any 2001. Es va retirar definitivament a l'inici de 2011 degut a una lesió de colze crònica.
L'any 2016 fou inclosa en el International Tennis Hall of Fame, la primera tennista belga en aconseguir-ho.

## Torneigs de Grand Slam

### Individual: 12 (7−5)
| Resultat   | Núm. | Any  | Torneig              | Oponent             | Marcador           |
| ---------- | ---- | ---- | -------------------- | ------------------- | ------------------ |
| Finalista  | 1.   | 2001 | Wimbledon            | Venus Williams      | 1−6, 6−3, 0−6      |
| Guanyadora | 1.   | 2003 | Roland Garros        | Kim Clijsters       | 6−0, 6−4           |
| Guanyadora | 2.   | 2003 | US Open              | Kim Clijsters       | 7−5, 6−1           |
| Guanyadora | 3.   | 2004 | Open d'Austràlia     | Kim Clijsters       | 6−3, 4−6, 6−3      |
| Guanyadora | 4.   | 2005 | Roland Garros (2)    | Mary Pierce         | 6−1, 6−1           |
| Finalista  | 2.   | 2006 | Open d'Austràlia     | Amélie Mauresmo     | 1−6, 0−2, retirada |
| Guanyadora | 5.   | 2006 | Roland Garros (3)    | Svetlana Kuznetsova | 6−4, 6−4           |
| Finalista  | 3.   | 2006 | Wimbledon (2)        | Amélie Mauresmo     | 6−2, 3−6, 4−6      |
| Finalista  | 4.   | 2006 | US Open              | Maria Xaràpova      | 4−6, 4−6           |
| Guanyadora | 6.   | 2007 | Roland Garros (4)    | Ana Ivanović        | 6−1, 6−2           |
| Guanyadora | 7.   | 2007 | US Open (2)          | Svetlana Kuznetsova | 6−1, 6−3           |
| Finalista  | 5.   | 2010 | Open d'Austràlia (2) | Serena Williams     | 4−6, 6−3, 2−6      |

## Jocs Olímpics

### Individual
| Any  | Campionat                     | Oponent         | Resultat |
| ---- | ----------------------------- | --------------- | -------- |
| 2004 | Jocs Olímpics, Atenes, Grècia | Amélie Mauresmo | 6−3, 6−3 |

## Biografia
Filla de José Henin i Françoise Rosière, té tres germans més. La seva família es va establir a Rochefort quan tenia dos anys i allà va començar a jugar a tennis. La seva mare va morir quan Justine tenia dotze anys i poc després va conèixer l'entrenador argentí Carlos Rodríguez, que va estar amb ella durant tota la seva carrera.
Al maig de 2008 va anunciar la seva retirada immediata del tennis professional quan era al capdamunt del rànquing mundial. Després de setze mesos apartada del circuit, Henin va anunciar el seu retorn al tennis competitiu. Després de completar tota la temporada l'any 2010, a l'inici de la següent temporada va anunciar la seva retirada definitiva degut a la intensificació d'una lesió al colze.
El 16 de novembre de 2002 es va casar amb Pierre-Yves Hardenne al Château de Lavaux-Sainte-Anne, prop de Rochefort, i va adoptar el seu cognom Henin-Hardenne. El matrimoni va durar poc més de quatre anys ja que a principis de 2007 va anunciar el seu divorci i va recuperar el seu cognom original. Durant el 2011 va iniciar una relació amb el director de cinema i actor belga Benoît Bertuzzo i es van casar al març de 2015. Amb Bertuzzo va tenir una filla l'any 2013 i un segon fill el 2017.
Va crear la una acadèmia de tennis anomenada Club Justine N1 (en francès, N1 es pronuncia semblant al seu cognom «Henin»).

## Palmarès

### Individual: 61 (43−18)
| Abans de 2009                | Després de 2009         |
| ---------------------------- | ----------------------- |
| Grand Slam (7−5)             |                         |
| Jocs Olímpics Or (1)         |                         |
| WTA Tour Championships (2−0) |                         |
| Tier I (10−3)                | Premier Mandatory (0−0) |
| Tier II (17−5)               | Premier 5 (0−0)         |
| Tier III (3−2)               | Premier (1−0)           |
| Tier IV i V (1−1)            | International (1−1)     |

| Títols per superfície |
| --------------------- |
| Dura (25−10)          |
| Gespa (5−3)           |
| Terra batuda (13−4)   |
| Moqueta (1−1)         |

| Resultat   | Núm. | Data                   | Torneig                                 | Superfície       | Oponent             | Marcador              |
| ---------- | ---- | ---------------------- | --------------------------------------- | ---------------- | ------------------- | --------------------- |
| Guanyadora | 1.   | 16 de maig de 1999     | Anvers, Bèlgica                         | Terra batuda     | Sarah Pitkowski     | 6−1, 6−2              |
| Guanyadora | 2.   | 6 de gener de 2001     | Brisbane, Austràlia                     | Dura             | Silvia Farina Elia  | 7−6(5), 6−4           |
| Guanyadora | 3.   | 13 de gener de 2001    | Canberra, Austràlia                     | Dura             | Sandrine Testud     | 6−2, 6−2              |
| Guanyadora | 4.   | 24 de juny de 2001     | 's-Hertogenbosch, Països Baixos         | Gespa            | Kim Clijsters       | 6−4, 3−6, 6−3         |
| Finalista  | 1.   | 9 de juliol de 2001    | Wimbledon, Regne Unit                   | Gespa            | Venus Williams      | 1−6, 6−3, 0−6         |
| Finalista  | 2.   | 10 de setembre de 2001 | Waikoloa, Estats Units                  | Dura             | Sandrine Testud     | 3−6, 0−2, retirada    |
| Finalista  | 3.   | 14 d'octubre de 2001   | Filderstadt, Alemanya                   | Dura (i)         | Lindsay Davenport   | 5−7, 4−6              |
| Finalista  | 4.   | 5 de gener de 2002     | Brisbane                                | Dura             | Venus Williams      | 5−7, 2−6              |
| Finalista  | 5.   | 17 de febrer de 2002   | Anvers                                  | Terra batuda     | Venus Williams      | 3−6, 7−5, 3−6         |
| Finalista  | 6.   | 14 d'abril de 2002     | Amelia Island, Estats Units             | Terra batuda     | Venus Williams      | 6−2, 5−7, 6−7(5)      |
| Guanyadora | 5.   | 12 de maig de 2002     | Berlín, Alemanya                        | Terra batuda     | Serena Williams     | 6−2, 1−6, 7−6(5)      |
| Finalista  | 7.   | 19 de maig de 2002     | Roma, Itàlia                            | Terra batuda     | Serena Williams     | 6−7(6), 4−6           |
| Guanyadora | 6.   | 27 d'octubre de 2002   | Linz, Àustria                           | Moqueta (i)      | Alexandra Stevenson | 6−3, 6−0              |
| Guanyadora | 7.   | 22 de febrer de 2003   | Dubai, Emirats Àrabs Units              | Dura             | Monica Seles        | 4−6, 7−6(4), 7−5      |
| Guanyadora | 8.   | 13 d'abril de 2003     | Charleston, Estats Units                | Terra batuda     | Serena Williams     | 6−3, 6−4              |
| Guanyadora | 9.   | 11 de maig de 2003     | Berlín (2)                              | Terra batuda     | Kim Clijsters       | 6−4, 4−6, 7−5         |
| Guanyadora | 10.  | 8 de juny de 2003      | Roland Garros, França                   | Terra batuda     | Kim Clijsters       | 6−0, 6−4              |
| Finalista  | 8.   | 22 de juny de 2003     | 's-Hertogenbosch                        | Gespa            | Kim Clijsters       | 7−6(4), 0−3, retirada |
| Guanyadora | 11.  | 3 d'agost de 2003      | San Diego, Estats Units                 | Dura             | Kim Clijsters       | 3−6, 6−2, 6−3         |
| Guanyadora | 12.  | 17 d'agost de 2003     | Toronto, Canadà                         | Dura             | L. Krasnoroutskaya  | 6−1, 6−0              |
| Guanyadora | 13.  | 7 de setembre de 2003  | US Open, Estats Units                   | Dura             | Kim Clijsters       | 7−5, 6−1              |
| Finalista  | 9.   | 28 de setembre de 2003 | Leipzig, Alemanya                       | Moqueta (i)      | Anastassia Mískina  | 6−3, 3−6, 3−6         |
| Finalista  | 10.  | 13 d'octubre de 2003   | Filderstadt (2)                         | Dura (i)         | Kim Clijsters       | 7−5, 4−6, 2−6         |
| Guanyadora | 14.  | 19 d'octubre de 2003   | Zuric, Suïssa                           | Dura (i)         | Jelena Dokić        | 6−0, 6−4              |
| Guanyadora | 15.  | 18 de gener de 2004    | Sydney, Austràlia                       | Dura             | Amélie Mauresmo     | 6−4, 6−4              |
| Guanyadora | 16.  | 1 de febrer de 2004    | Open d'Austràlia, Austràlia             | Dura             | Kim Clijsters       | 6−3, 4−6, 3−6         |
| Guanyadora | 17.  | 28 de febrer de 2004   | Dubai (2)                               | Dura             | Svetlana Kuznetsova | 6−3, 7−6(3)           |
| Guanyadora | 18.  | 21 de març de 2004     | Indian Wells, Estats Units              | Dura             | Lindsay Davenport   | 6−1, 6−4              |
| Guanyadora | 19.  | 16 d'agost de 2004     | Jocs Olímpics, Atenes, Grècia           | Dura             | Amélie Mauresmo     | 6−3, 6−3              |
| Guanyadora | 20.  | 17 d'abril de 2005     | Charleston (2)                          | Terra batuda     | Ielena Deméntieva   | 7−5, 6−4              |
| Guanyadora | 21.  | 1 de maig de 2005      | Varsòvia, Polònia                       | Terra batuda     | Svetlana Kuznetsova | 3−6, 6−2, 7−5         |
| Guanyadora | 22.  | 8 de maig de 2005      | Berlín (3)                              | Terra batuda     | Nàdia Petrova       | 6−3, 4−6, 6−3         |
| Guanyadora | 23.  | 5 de juny de 2005      | Roland Garros (2)                       | Terra batuda     | Mary Pierce         | 6−1, 6−1              |
| Finalista  | 11.  | 21 d'agost de 2005     | Toronto                                 | Dura             | Kim Clijsters       | 5−7, 1−6              |
| Guanyadora | 24.  | 17 de gener de 2006    | Sydney (2)                              | Dura             | Francesca Schiavone | 4−6, 7−5, 7−5         |
| Finalista  | 12.  | 29 de gener de 2006    | Open d'Austràlia                        | Dura             | Amélie Mauresmo     | 1−6, 0−2, retirada    |
| Guanyadora | 25.  | 4 de març de 2006      | Dubai (3)                               | Dura             | Maria Xaràpova      | 7−5, 6−2              |
| Finalista  | 13.  | 13 de maig de 2006     | Berlín                                  | Terra batuda     | Nàdia Petrova       | 6−4, 4−6, 5−7         |
| Guanyadora | 26.  | 11 de juny de 2006     | Roland Garros (3)                       | Terra batuda     | Svetlana Kuznetsova | 6−4, 6−4              |
| Guanyadora | 27.  | 24 de juny de 2006     | Eastbourne, Regne Unit                  | Gespa            | Anastassia Mískina  | 4−6, 6−1, 7−6(5)      |
| Finalista  | 14.  | 9 de juliol de 2006    | Wimbledon (2)                           | Gespa            | Amélie Mauresmo     | 6−2, 3−6, 4−6         |
| Guanyadora | 28.  | 26 d'agost de 2006     | New Haven, Estats Units                 | Dura             | Lindsay Davenport   | 6−0, 1−0, retirada    |
| Finalista  | 15.  | 10 de setembre de 2006 | US Open (2)                             | Dura             | Maria Xaràpova      | 4−6, 4−6              |
| Guanyadora | 29.  | 12 de novembre de 2006 | WTA Tour Championships, Madrid, Espanya | Dura (i)         | Amélie Mauresmo     | 6−4, 6−3              |
| Guanyadora | 30.  | 24 de febrer de 2007   | Dubai (4)                               | Dura             | Amélie Mauresmo     | 6−4, 7−5              |
| Guanyadora | 31.  | 4 de març de 2007      | Doha, Qatar                             | Dura             | Svetlana Kuznetsova | 6−4, 6−2              |
| Finalista  | 16.  | 1 d'abril de 2007      | Miami, Estats Units                     | Dura             | Serena Williams     | 6−0, 5−7, 3−6         |
| Guanyadora | 32.  | 6 de maig de 2007      | Varsòvia (2)                            | Terra batuda     | Alona Bondarenko    | 6−1, 6−3              |
| Guanyadora | 33.  | 10 de juny de 2007     | Roland Garros (4)                       | Terra batuda     | Ana Ivanović        | 6−1, 6−2              |
| Guanyadora | 34.  | 23 de juny de 2007     | Eastbourne (2)                          | Gespa            | Amélie Mauresmo     | 7−5, 6−7(7), 7−6(2)   |
| Guanyadora | 35.  | 20 d'agost de 2007     | Toronto (2)                             | Dura             | Jelena Janković     | 7−6(3), 7−5           |
| Guanyadora | 36.  | 9 de setembre de 2007  | US Open (2)                             | Dura             | Svetlana Kuznetsova | 6−1, 6−3              |
| Guanyadora | 37.  | 7 d'octubre de 2007    | Stuttgart                               | Dura (i)         | Tatiana Golovin     | 2−6, 6−2, 6−1         |
| Guanyadora | 38.  | 21 d'octubre de 2007   | Zuric (2)                               | Dura (i)         | Tatiana Golovin     | 6−4, 6−4              |
| Guanyadora | 39.  | 11 de novembre de 2007 | WTA Tour Championships, Madrid (2)      | Dura (i)         | Maria Xaràpova      | 5−7, 7−5, 6−3         |
| Guanyadora | 40.  | 12 de gener de 2008    | Sydney (3)                              | Dura             | Svetlana Kuznetsova | 4−6, 6−2, 6−4         |
| Guanyadora | 41.  | 17 de febrer de 2008   | Anvers (2)                              | Dura             | Karin Knapp         | 6−3, 6−3              |
| Finalista  | 17.  | 10 de gener de 2010    | Brisbane (2)                            | Dura             | Kim Clijsters       | 3−6, 6−4, 6−7(6)      |
| Finalista  | 18.  | 31 de gener de 2010    | Open d'Austràlia (2)                    | Dura             | Serena Williams     | 4−6, 6−3, 2−6         |
| Guanyadora | 42.  | 2 de maig de 2010      | Stuttgart (2)                           | Terra batuda (i) | Samantha Stosur     | 6−4, 2−6, 6−1         |
| Guanyadora | 43.  | 19 de juny de 2010     | 's-Hertogenbosch (2)                    | Gespa            | Andrea Petkovic     | 3−6, 6−3, 6−4         |

#### Períodes com a número 1
| Núm. | Predecessora    | Dates                   | Successora      | Setmanes | Acumulat |
| ---- | --------------- | ----------------------- | --------------- | -------- | -------- |
| 1.   | Kim Clijsters   | 20/10/2003 − 26/10/2003 | Kim Clijsters   | 1        | 1        |
| 2.   | Kim Clijsters   | 10/11/2003 − 12/09/2004 | Amélie Mauresmo | 44       | 45       |
| 3.   | Amélie Mauresmo | 13/11/2006 − 28/01/2007 | Maria Xaràpova  | 11       | 56       |
| 4.   | Maria Xaràpova  | 19/03/2007 − 18/05/2008 | Maria Xaràpova  | 61       | 117      |

### Dobles femenins: 3 (2−1)
| Llegenda                     |
| ---------------------------- |
| Grand Slam (0−0)             |
| WTA Tour Championships (0−0) |
| Tier I (1−0)                 |
| Tier II (0−1)                |
| Tier III (1−0)               |
| Tier IV (0−0)                |
| Tier V (0−0)                 |

| Títols per superfície |
| --------------------- |
| Dura (1−1)            |
| Gespa (0−0)           |
| Terra batuda (0−0)    |
| Moqueta (1−0)         |

| Resultat   | Núm. | Data                 | Torneig               | Superfície  | Parella             | Oponents                       | Marcador         |
| ---------- | ---- | -------------------- | --------------------- | ----------- | ------------------- | ------------------------------ | ---------------- |
| Finalista  | 1.   | 14 d'octubre de 2001 | Filderstadt, Alemanya | Dura (i)    | Meghann Shaughnessy | Lindsay Davenport Lisa Raymond | 4−6, 7−6(4), 5−7 |
| Guanyadora | 1.   | 5 de gener de 2002   | Brisbane, Austràlia   | Dura        | Meghann Shaughnessy | Åsa Svensson Miriam Oremans    | 6−1, 7−6(6)      |
| Guanyadora | 2.   | 20 d'octubre de 2002 | Zuric, Suïssa         | Moqueta (i) | Elena Bovina        | Jelena Dokić Nàdia Petrova     | 6−2, 7−6(2)      |

### Equips: 3 (2−1)
| Resultat   | Núm. | Data                      | Torneig                       | Superfície       | Equip                                            | Oponents                                                          | Marcador |
| ---------- | ---- | ------------------------- | ----------------------------- | ---------------- | ------------------------------------------------ | ----------------------------------------------------------------- | -------- |
| Guanyadora | 1.   | 11 de novembre de 2001    | Fed Cup, Madrid, Espanya      | Terra batuda (i) | Els Callens Kim Clijsters Laurence Courtois      | Elena Bovina Ielena Deméntieva Elena Likhovtseva Nàdia Petrova    | 2−1      |
| Finalista  | 1.   | 16−17 de setembre de 2006 | Fed Cup, Charleroi, Bèlgica   | Dura (i)         | Leslie Butkiewicz Kirsten Flipkens Caroline Maes | Flavia Pennetta Mara Santangelo Francesca Schiavone Roberta Vinci | 2−3      |
| Finalista  | 2.   | 8 de gener de 2011        | Copa Hopman, Perth, Austràlia | Dura (i)         | Ruben Bemelmans                                  | B. Mattek-Sands John Isner                                        | 1−2      |

## Trajectòria

### Individual
| Open d'Austràlia | A    | 2R    | 4R          | QF          | SF          | G    | A           | F           | A           | QF   | A           | F           | 3R          | 1 / 9     | 38 – 8    |
| Roland Garros | 2R   | A     | SF          | 1R          | G           | 2R   | G           | G           | G           | A    | A           | 4R          | A           | 4 / 9     | 38 – 5    |
| Wimbledon | A    | 1R    | F           | SF          | SF          | A    | 1R          | F           | SF          | A    | A           | 4R          | A           | 0 / 8     | 30 – 8    |
| US Open | 1R   | 4R    | 4R          | 4R          | G           | 4R   | 4R          | F           | G           | A    | A           | A           | A           | 2 / 9     | 35 – 7    |
| Jocs Olímpics | NC   | A     | No celebrat | No celebrat | No celebrat | G    | No celebrat | No celebrat | No celebrat | A    | No celebrat | No celebrat | No celebrat | 1 / 1     | 6 – 0     |
| WTA Tour Championships | A    | A     | QF          | QF          | SF          | A    | A           | G           | G           | A    | A           | A           | A           | 2 / 5     | 13 – 5    |
| Total Victòries−Derrotes                                                                                                   | 13−6 | 17−14 | 60−18       | 52−21       | 75−11       | 35−4 | 34−5        | 60−8        | 63−4        | 16−4 | 0−0         | 32−8        | 6−1         | 463 – 104 | 463 – 104 |
| Rànquing a final d'any | 69   | 48    | 7           | 5           | 1           | 8    | 6           | 1           | 1           | –    | –           | 12          | –           |           |           |
| Llegenda: G: Guanyadora; F: Finalista; SF: Semifinalista; QF: Quarts de final; Q: Qualificació; A: Absent; RR: Round Robin |      |       |             |             |             |      |             |             |             |      |             |             |             |           |           |

### Dobles femenins
| Open d'Austràlia | 2R | A  | 3R | 0 / 2 | 3 – 1 |
| Roland Garros | SF | A  | A  | 0 / 1 | 4 – 1 |
| Wimbledon | 3R | A  | A  | 0 / 1 | 2 – 0 |
| US Open | 2R | 2R | A  | 0 / 2 | 2 – 2 |
| Rànquing a final d'any | 46 | 43 |    |       |       |
| Llegenda: G: Guanyadora; F: Finalista; SF: Semifinalista; QF: Quarts de final; Q: Qualificació; A: Absent; RR: Round Robin |    |    |    |       |       |